# Colonia del Brasile
La Colonia del Brasile fu l'entità governativa che esistette nell'America meridionale orientale nel periodo compreso tra il 1500, anno in cui i portoghesi costruirono le prime basi sulla costa, e il 1815, anno in cui il Brasile entrò a far parte del Regno Unito di Portogallo, Brasile e Algarves.
Negli oltre 300 anni di storia coloniale brasiliana, le risorse erano principalmente costituite dal pau brasil (nel XVI secolo), dallo zucchero prodotto (XVI - XVIII secolo) e dall'oro (nel XVIII secolo). La forza lavoro era principalmente ottenuta dallo schiavismo, con un gran numero di persone africane deportate dalla loro terra.
A differenza dei possedimenti spagnoli, la colonia portoghese mantenne il proprio territorio unito in una singola entità anche dopo l'indipendenza, dando vita alla nazione più estesa in America meridionale.

## Periodo iniziale

### Età delle esplorazioni

Mappa di Lopo Homem (c. 1519) che mostra la costa brasiliana

La scoperta del territorio corrispondente alle coste attuali del Brasile venne preceduta da una serie di trattati stipulati tra i monarchi della Spagna e del Portogallo, le due potenze marittime del periodo. Il trattato di Tordesillas venne approvato nel 1494 e divise in due i territori coloniali in America.
Il 22 aprile 1500 una flotta condotta dal navigatore Pedro Álvares Cabral raggiunse la costa del Brasile e prese possesso delle terre in nome del re. Anche se vi sono controversie riguardo alla reale data di scoperta della costa orientale del Sud America, il 1500 viene indicato come l'anno ufficiale della scoperta da parte del Portogallo. Il punto in cui Cabral arrivò è oggi conosciuto come Porto Seguro ("porto sicuro"), nel nord-est della nazione.
Dopo il viaggio di Cabral, i portoghesi mostrarono poco interesse per la nuova terra, occupandosi principalmente delle basi commerciali in India e Africa. Fino al 1530, ben poche spedizioni vennero mandate verso il Sud America, principalmente per ottenere il pau brasil, usato per produrre una tintura. Per la raccolta, i portoghesi usavano la forza lavoro dei nativi indigeni, che in cambio ottenevano oggetti di poco valore come specchi, coltelli e scuri.
In questo periodo i portoghesi usavano degli interpreti, avventurieri che erano andati a vivere assieme agli indigeni e ne avevano imparato la lingua e la cultura. Tra i più noti erano João Ramalho, vissuto con la tribù dei Guaianaz presso São Paulo, e Diogo Álvares Correia, detto Caramuru, vissuto con i Tupinamba presso Salvador de Bahia.
Con il passare del tempo i portoghesi iniziarono a notare i tentativi di altre potenze europee, specialmente della Francia, di porre delle basi nella regione orientale del Sud America per estrarre il pau brasil. Preoccupati dalle incursioni in aperta violazione del trattato di Tordesillas, il regno del Portogallo mandò numerosi distaccamenti per combattere gli intrusi. Nel 1530, una spedizione condotta da Martim Afonso de Sousa giunse a controllare l'intera zona costiera, riuscendo a scacciare i francesi e a creare i primi villaggi coloniali.

## Colonizzazione

### Capitanerie

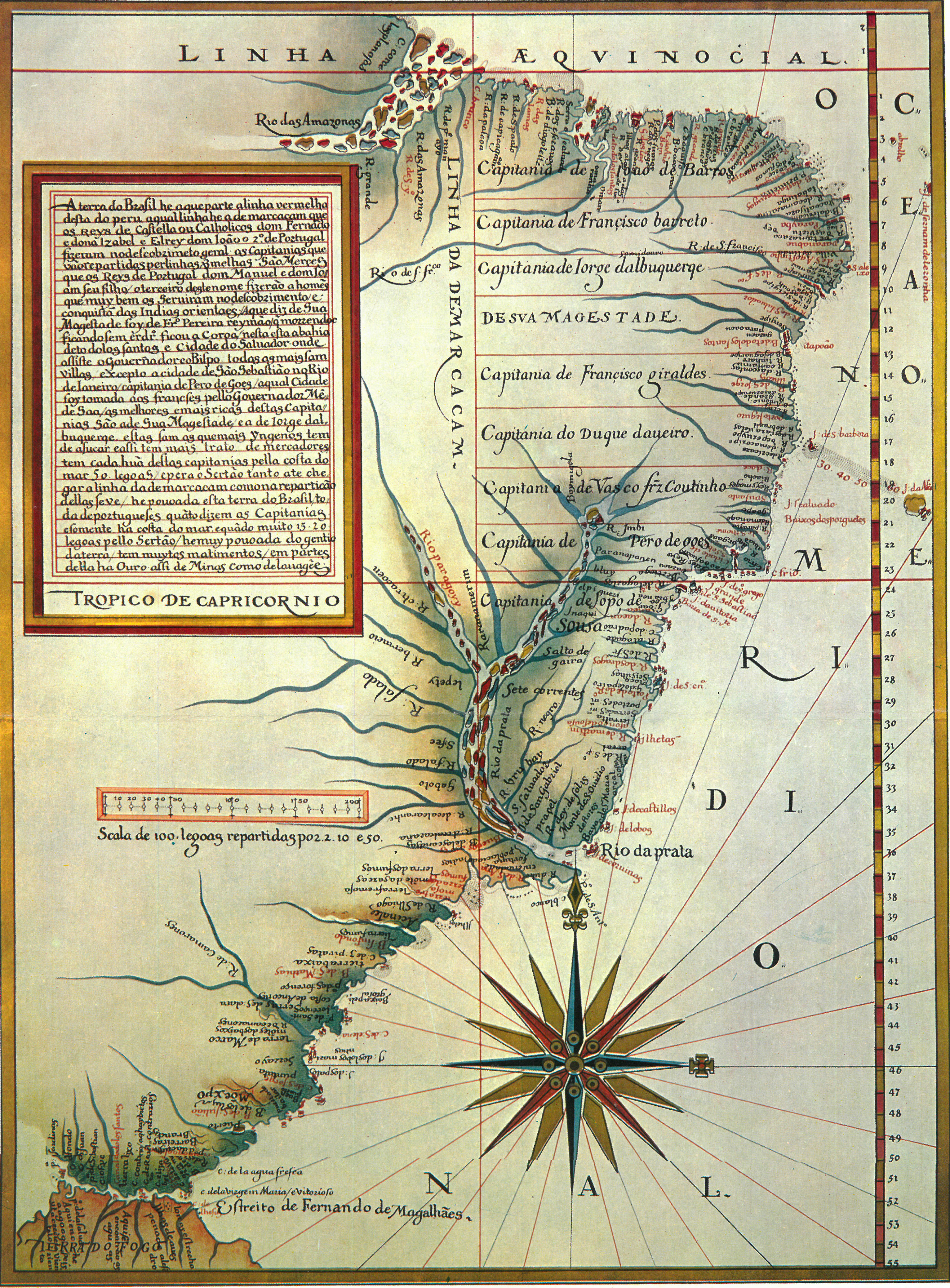
Mappa di Luís Teixeira del 1574, che mostra le capitanerie ereditarie del Brasile

Il primo tentativo di colonizzare il Brasile venne fatto con l'uso di capitanerie ereditarie (Capitanias Hereditárias), usate in precedenza durante la colonizzazione dell'arcipelago di Madera. Il costo delle operazioni venne pagato da privati per non gravare sulle finanze del regno portoghese. Tra il 1534 e il 1536 Giovanni III del Portogallo divise la terra del Sud America orientale in 15 capitanerie, date in dono a nobili e ricchi portoghesi capaci di amministrare ed esplorare i nuovi territori. Ai capitani era permesso trarre profitto dalla nuova terra.
Delle 15 capitanerie, solo due (Pernambuco e São Vicente) prosperarono. La causa del declino delle altre 13 venne attribuita alla difficoltà di gestione interna tra i coloni e agli assalti degli indigeni. Pernambuco, la capitaneria più fruttuosa, era comandata da Duarte Coelho, che fondò la città di Olinda nel 1536. La sua capitaneria traeva profitto dalla produzione di zucchero di canna fin dal 1542.
São Vicente, controllata da Martim Afonso de Sousa, traeva i propri profitti dal traffico di schiavi indigeni.

### Governo
Con il fallimento della gran parte delle capitanerie e le incursioni dei francesi presso la costa, il governo di Giovanni III decise di inviare un numero consistente di truppe in Sud America per iniziare un'opera di colonizzazione massiccia. Nel 1549, una flotta condotta da Tomé de Sousa partì per il Sud America, stabilendo un governo centrale nella colonia. Tomé de Sousa, primo governatore generale della colonia, portò istruzioni dettagliate riguardo all'amministrazione della colonia per favorirne lo sviluppo. La sua prima azione importante riguardò la fondazione della capitale, Salvador, nel nord-est. La città venne costruita presso una baia e venne divisa in due parti, una parte alta amministrativa e una bassa commerciale con un porto. Tomé de Sousa visitò le capitanerie per riparare i villaggi e riorganizzare le economie. Nel 1551 la colonia diventò una diocesi con sede a Salvador.

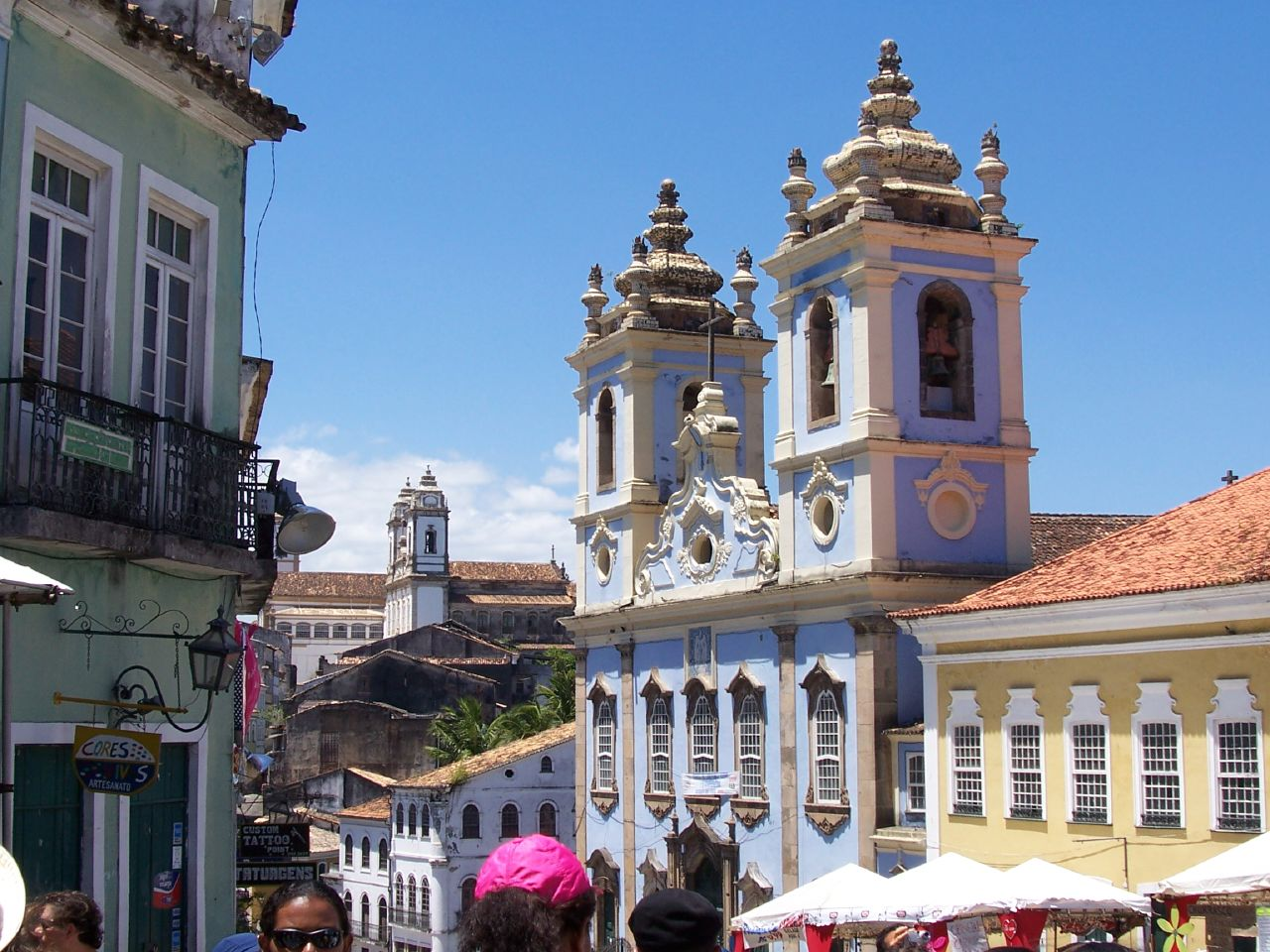
Centro storico di Salvador.

Il secondo governatore generale, Duarte da Costa (1553-1557), ebbe problemi riguardo a conflitti con gli indigeni e diverse dispute con gli altri coloni e il vescovo. Le guerre contro i nativi furono costose in termini di denaro e forze armate.
Il terzo governatore fu Mem de Sá (1557-1573), un amministratore efficiente che riuscì a sconfiggere gli indigeni e con l'aiuto dei missionari gesuiti riuscì a scacciare i calvinisti francesi, che avevano fondato una colonia, Francia antartica, presso il territorio di Rio de Janeiro. Suo nipote, Estácio de Sá, fondò la città di Rio de Janeiro nel 1565.
A causa della sua estensione territoriale, la colonia venne divisa in due parti nel 1621, quando Filippo II del Portogallo creò lo Stato del Brasile, la più importante delle due divisioni con centro a Salvador, e lo Stato di Maranhão, con capitale a São Luís. Maranhão venne diviso ulteriormente nel 1737 in Stato di Maranhão e Piauí e Stato di Grão-Pará e Rio Negro, con capitale a Belém do Pará.
Dopo il 1640, i governatori del Brasile iniziarono a usare il titolo di viceré. Il Brasile diventò ufficialmente un vicereame intorno al 1763, quando la capitale dello stato del Brasile venne trasferita a Rio de Janeiro. Nel 1775 tutti gli stati del Brasile (Brasile, Maranhão e Grão-Pará) vennero unificati sotto il governo di Rio de Janeiro.
Come in Portogallo, ogni villaggio coloniale aveva un consiglio cittadino (câmara municipal), i cui membri erano figure importanti della società coloniale (proprietari terrieri, mercanti, commercianti di schiavi). I consigli erano responsabili della regolazione del commercio, delle infrastrutture pubbliche, delle prigioni, e molto altro.

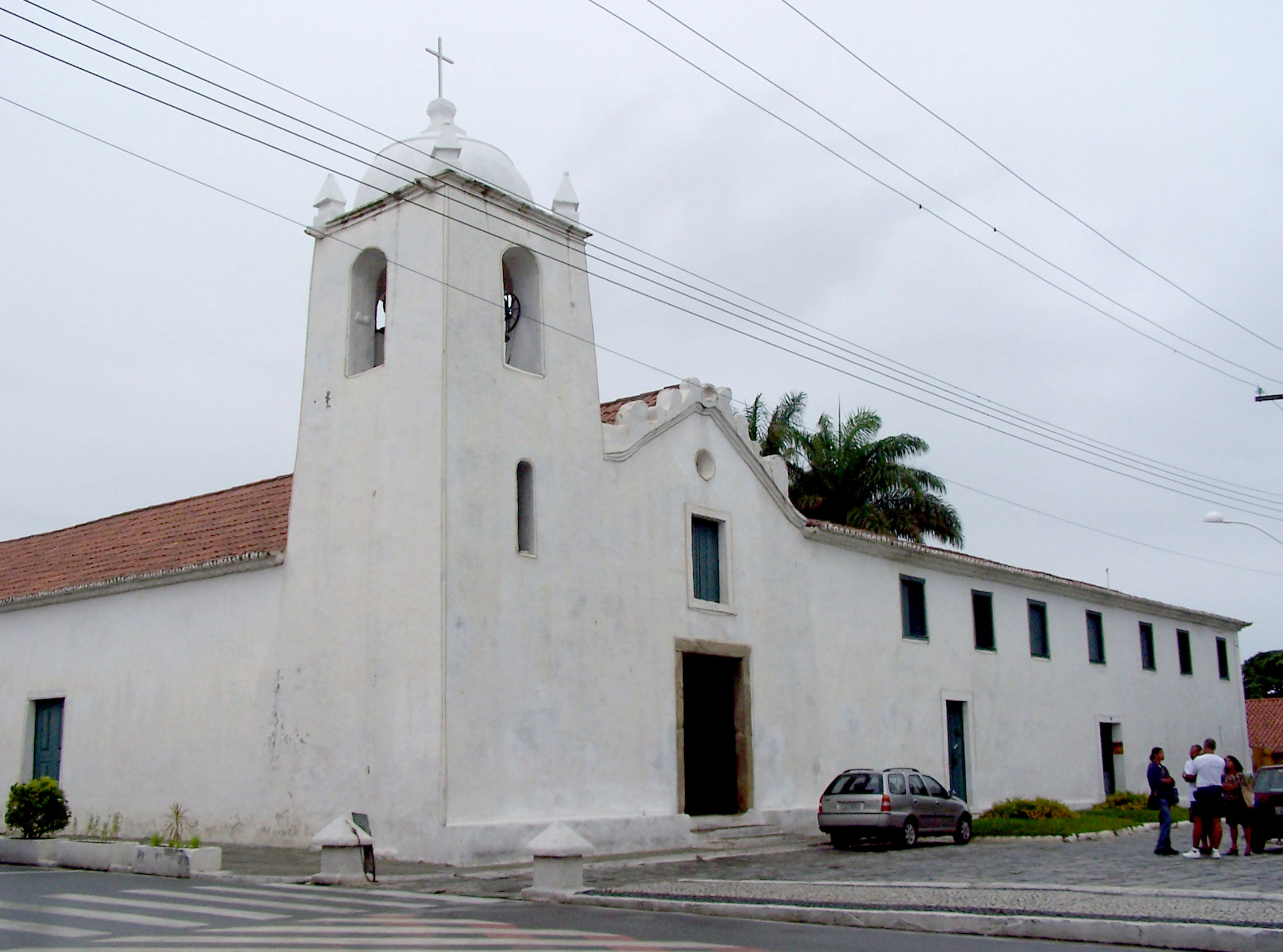
Chiesa gesuita del XVII secolo a São Pedro da Aldeia, vicino a Rio de Janeiro.

### Missioni dei gesuiti
Tomé de Sousa portò il primo gruppo di gesuiti sulle coste orientali del Sud America. Più di ogni altro ordine religioso, i Gesuiti rappresentavano il lato spirituale dell'industria e giocarono un ruolo importante nella storia coloniale brasiliana. La diffusione della fede cattolica era una giustificazione importante per la conquista portoghese e i gesuiti erano ufficialmente sostenuti dal re nella loro opera di cristianizzazione degli indigeni.
I primi gesuiti, guidati da Padre Manuel da Nóbrega e José de Anchieta, costruirono le prime missioni a Salvador e São Paulo dos Campos de Piratininga, il campo che diede origine alla città di São Paulo. Nóbrega e Anchieta riuscirono a pacificare gli indios Tamoio, un tempo nemici dei portoghesi, e a farne degli alleati durante la scacciata dei coloni francesi di Francia Antartica. I gesuiti presero parte alla costruzione della città di Rio de Janeiro nel 1565.
Il successo dei Gesuiti nella conversione dei nativi è direttamente collegata alla loro capacità di comprendere la loro cultura, e specialmente la loro lingua. Il primo tentativo di fare della lingua tupi una lingua scritta fu portato avanti da José de Anchieta, il cui lavoro venne stampato a Coimbra nel 1595. I Gesuiti spesso radunavano gli indios in comunità (le riduzioni gesuite), i quali lavoravano e apprendevano i precetti cattolici.
I Gesuiti erano spesso in contrasto con altri coloni che volevano rendere schiavi i nativi. Le azioni dei padri cattolici salvarono molti indios dalla schiavitù, ma portarono un inaspettato sconquasso al loro stile di vita e diffusero malattie infettive contro le quali non avevano difese immunitarie. Il lavoro schiavistico era necessario alla prosperità economica del Brasile e delle altre colonie americane, e i Gesuiti non si opposero all'uso della gente africana come forza lavoro.

### Incursioni dei francesi
Le ricchezze del Brasile tropicale portarono i francesi, i quali non riconoscevano la validità del trattato di Tordesillas, a tentare di stabilire delle colonie sui territori che spettavano di diritto al Portogallo. Nel 1555, l'ugonotto Nicolas Durand de Villegaignon fondò un villaggio nella baia di Guanabara, su una isola di fronte alla moderna Rio de Janeiro. La colonia, chiamata Francia antartica, entrò in conflitto con il governatore generale Mem de Sá, che partì in guerra contro la colonia nel 1560. Estácio de Sá, nipote del governatore, fondò la città di Rio de Janeiro cinque anni dopo e riuscì a scacciare gli ultimi francesi rimasti nel 1567.
Un'altra colonia francese, Francia equinoziale, venne fondata nel 1612, presso São Luís. Due anni dopo i francesi vennero espulsi dalla zona definitivamente.

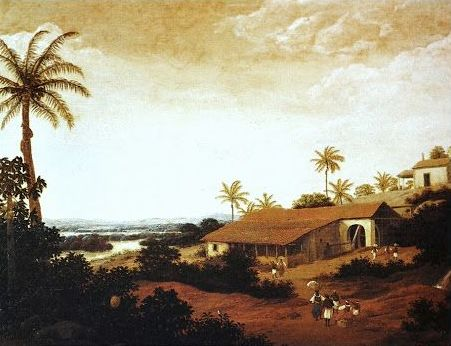
Una fattoria produttrice di zucchero (engenho) nel Pernambuco, vista dal pittore olandese Frans Post (XVII secolo).

## Ciclo dello zucchero
In quanto in Brasile non era stato trovato oro e argento, i coloni portoghesi adottarono una economia basata sulla produzione di beni agricoli da esportare in Europa. Iniziò la produzione e raffinazione di tabacco, cotone, cachaça e soprattutto zucchero, che diventò il prodotto da esportazione più importante fino all'inizio del XVIII secolo. Le prime fattorie adibite alla produzione di zucchero vennero costruite nella metà del XVI secolo e furono la chiave del successo delle capitanerie di São Vicente e Pernambuco, espandendosi in seguito in altre parti della colonia. Il periodo dell'economia basata sullo zucchero (1530 - 1700) è conosciuto come ciclo della canna da zucchero.
La canna da zucchero veniva coltivata su vasti territori, raccolta e mietuta negli engenhos, case in cui la canna veniva sminuzzata e lo zucchero veniva rifinito. Con il passare del tempo, il termine engenho venne adattato per tutta la fattoria di produzione. Le fattorie includevano una casa grande dove il proprietario viveva, e la senzala dove risiedevano gli schiavi.
Inizialmente i portoghesi catturavano gli indios per farli lavorare come schiavi nelle piantagioni, ma in breve iniziarono a importare schiavi dall'Africa. Il Portogallo possedeva diverse basi nell'Africa occidentale, dove gli schiavi venivano comperati e mandati sulle navi in partenza per le coste delle Americhe. L'idea di usare la forza lavoro africana venne adottata anche dalle altre potenze coloniali del periodo; la Spagna a Cuba, la Francia ad Haiti, e l'Inghilterra in Giamaica.
I portoghesi restrinsero il commercio tra le colonie, facendo in modo che il Brasile poteva importare ed esportare beni solo con il Portogallo e le sue colonie. Il Brasile esportava zucchero, tabacco, cotone e importava vino, olio di oliva, tessuti e beni di lusso. Tutto questo era compreso nello schema del commercio triangolare tra Europa, Africa e America.
Anche se lo zucchero brasiliano era di alta qualità, l'industria iniziò a declinare nel XVII secolo in quanto i Paesi Bassi e la Francia avevano iniziato a produrre zucchero di canna nelle Antille, più vicine all'Europa, facendo scendere di conseguenza il costo del materiale prodotto.

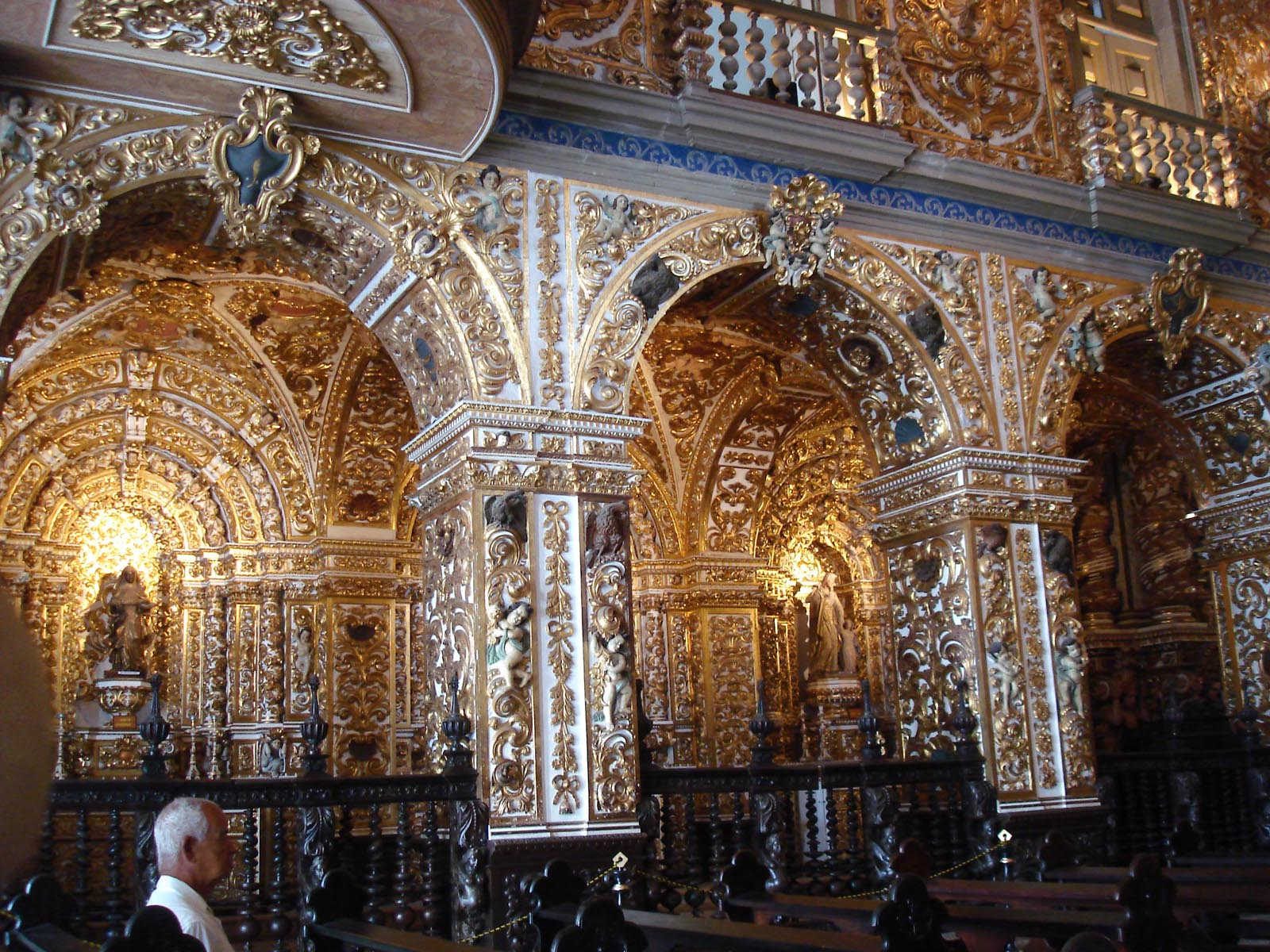
Decorazione in stile barocco della chiesa di São Francisco a Salvador (prima metà del XVIII secolo).

### Unione iberica
Nel 1580, una crisi di successione portò il Portogallo a formare una unione personale con la Spagna sotto il re degli Asburgo Filippo II di Spagna. L'unione, conosciuta come Unione iberica, rimase intatta fino al 1640. Le Diciassette Province olandesi ottennero l'indipendenza dalla Spagna nel 1581, e Filippo proibì il commercio con le navi di quella nazione. Gli olandesi avevano investito grandi somme di denaro nel finanziare la produzione di zucchero nel nord-est del Brasile, e in un conflitto saccheggiarono Salvador nel 1604 portando via oro e argento in grandi quantità, prima che le due potenze iberiche potessero riprendere la città.
Dal 1630 al 1654, gli olandesi costruirono delle basi permanenti presso Recife e Olinda, e con la cattura di Paraíba nel 1635, i Paesi Bassi controllarono una lunga linea di costa fondando la colonia di Nuova Olanda, senza però esplorare l'entroterra. Ironicamente il prezzo dello zucchero salì velocemente ad Amsterdam.
Dopo diversi anni di guerra gli olandesi abbandonarono le basi nel 1661; i portoghesi pagarono un debito di guerra sotto forma di sale.

### Iquilombos
Il lavoro nei campi di raffinazione dello zucchero nel nord-est del Brasile e in altre aree faceva uso massiccio di schiavi africani. Sin dal secolo XVII alcuni schiavi fuggitivi si nascosero nelle terre più a ovest, formando dei villaggi chiamati mocambos e quilombos, popolati da neri e indios. Il più grande di questi villaggi era il Quilombo dos Palmares, situato nel moderno stato dell'Alagoas, governato dai leader semi-mitici Ganga Zumba e il suo successore Zumbi. Gli olandesi e in seguito i portoghesi tentarono diverse volte di conquistare Palmares, finché un piccolo esercito comandato da Domingos Jorge Velho riuscì a distruggere il villaggio e a uccidere Zumbi nel 1695. Ai giorni nostri ancora esistono alcuni quilombos con piccole comunità rurali.

### Espansione nell'entroterra
Sin dal XVI secolo l'esplorazione dell'entroterra brasiliano venne tentata diverse volte per cercare minerali e metalli preziosi. A differenza degli spagnoli, che trovarono l'argento a Potosí (nella moderna Bolivia), i portoghesi non trovarono ricchezze inizialmente e la colonizzazione venne ristretta alla costa dove le condizioni erano adatte alla coltivazione di canna da zucchero.
Le spedizioni erano divise in due tipi: le entradas e le bandeiras. Le entradas erano finanziate dal governo coloniale portoghese e il loro obiettivo era di trovare minerali, metalli e pietre preziose, e di esplorare e tracciare su carta i territori inesplorati. Le bandeiras erano iniziative private finanziate dai coloni della regione di São Paulo (detti paulistas). Le spedizioni dei bandeirantes avevano lo scopo di catturare schiavi per venderli e trovare metalli preziosi. I paulistas, che all'epoca erano principalmente di origine indigena, o meticci, conoscevano tutte le vie tracciate dagli indigeni (i peabirus) per raggiungere le zone dell'entroterra inesplorate ed erano abituati alle dure condizioni di quei viaggi.
Al termine del XVII secolo, le spedizioni dei bandeirantes scoprirono l'oro nel Brasile centrale, presso la regione di Minas Gerais. Iniziò una corsa all'oro che portò a un drastico sviluppo urbano nell'entroterra nel XVIII secolo. La scoperta dell'oro attirò molti coloni che iniziarono ad abitare le zone a ovest della demarcazione segnata dal trattato di Tordesillas.

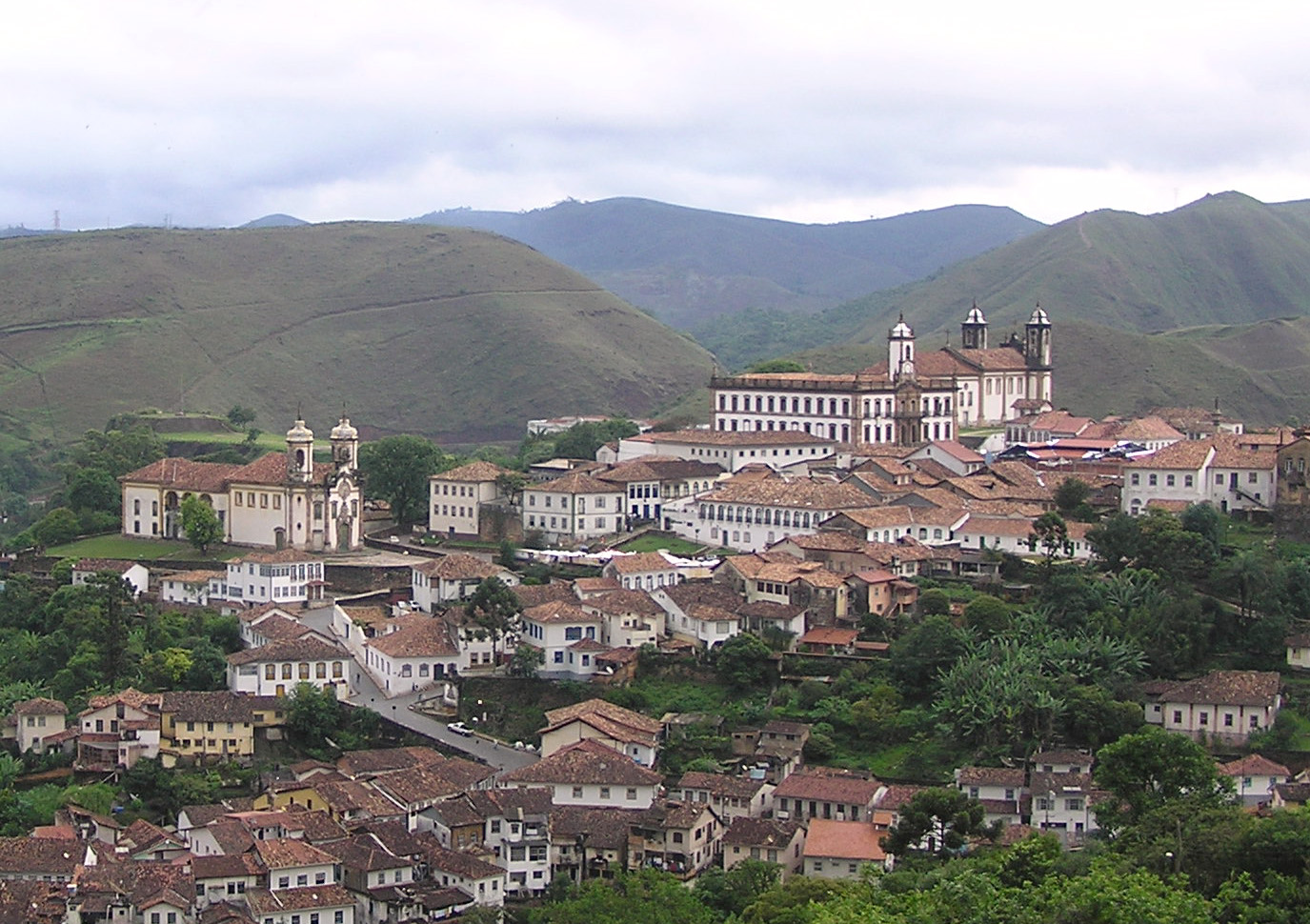
Panorama di Ouro Preto, uno dei villaggi principali fondati durante la corsa all'oro nello stato di Minas Gerais. Il villaggio ha mantenuto il suo aspetto coloniale nel tempo.

## Ciclo dell'oro
Al termine del XVII secolo i bandeirantes trovarono l'oro nei territori a ovest della costa. La notizia fu accolta con grande entusiasmo dal Portogallo, la cui economia stava crollando in seguito a diversi anni di guerra contro la Spagna e i Paesi Bassi. La regione detta Minas dos Matos Gerais (miniere dei boschi generali) venne rapidamente popolata diventando conosciuta con la dizione ridotta di Minas Gerais. L'estrazione del metallo diventò la principale attività economica del Brasile coloniale nel XVIII secolo. In Portogallo, l'oro venne usato per pagare beni di industria (tessuti e armi) ottenuti da nazioni come l'Inghilterra e per costruire monumenti in stile barocco, come per esempio il convento di Mafra. Oltre all'oro nel 1729 vennero scoperti dei giacimenti di diamante presso il villaggio di Tijuco, l'odierna Diamantina.
Il gran numero di coloni giunto nella regione permise la fondazione di molti villaggi, i primi dei quali vennero costruiti nel 1711: Vila Rica de Ouro Preto, Sabará e Mariana, seguiti da São João del-Rei (1713), Serro, Caeté (1714), Pitangui (1715) e São José do Rio das Mortes (1717, oggi Tiradentes).
Nel 1763, la capitale della colonia venne trasferita da Salvador a Rio de Janeiro, che si trovava più vicina alla regione mineraria e possedeva un porto da cui far partire le navi cariche d'oro per l'Europa.
L'estrazione dell'oro cominciò a declinare verso la fine del XVIII secolo, iniziando un periodo di stagnazione per l'economia dell'entroterra brasiliano.

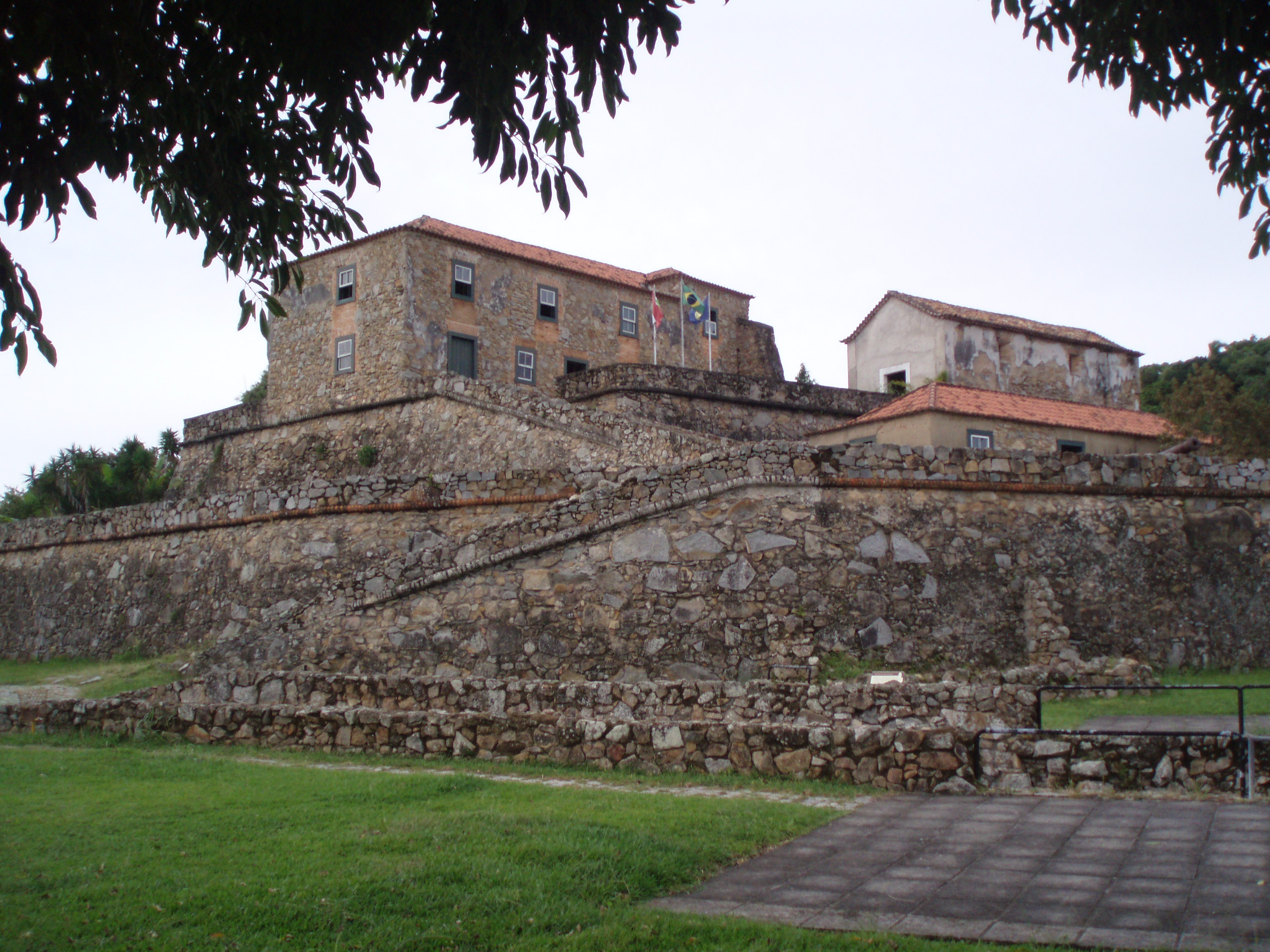
Fortezza di São José vicino a Florianópolis, nel sud del Brasile.

### Colonizzazione del Sud
Nel tentativo di espandere la frontiera del Brasile e di trarre profitto dal commercio con le miniere di Potosí, il Conselho Ultramarino ordinò al governatore coloniale Manuel Lobo di creare una colonia sulle rive del Río de la Plata, in una regione che apparteneva legalmente alla Spagna. Nel 1679, Manuel Lobo fondò la Colonia del Sacramento sul lato opposto rispetto a Buenos Aires, e il forte diventò un punto importante del commercio illegale tra le colonie iberiche. I soldati di Spagna e Portogallo si affrontarono diverse volte per mantenere il controllo della regione (1681, 1704, 1735).
Oltre alla Colonia del Sacramento, vi furono altri forti costruiti nella regione meridionale, popolati da contadini provenienti dalle Azzorre. Le città fondate nel periodo furono Curitiba (1668), Florianópolis (1675), Rio Grande (1736), Porto Alegre (1742) e altre che servirono a mantenere la regione sotto il controllo portoghese.
I conflitti tra le due potenze iberiche portarono alla stipulazione del trattato di Madrid, in cui Spagna e Portogallo si accordarono nel trasferimento di una parte della regione alla colonia del Brasile. Secondo il trattato, Colonia del Sacramento sarebbe passata in mano spagnola in cambio dei territori delle missioni gesuite in cui vi era São Miguel das Missões. La resistenza dei gesuiti e dei Guarani portò alla Guerra dei Guarani del 1756 in cui le truppe iberiche distrussero le missioni. Colonia del Sacramento venne conquistata definitivamente nel 1777 dal governo coloniale di Buenos Aires e annessa al vicereame del Río de la Plata.

### Inconfidência Mineira
Nel 1788-1789, Minas Gerais fu luogo della più importante cospirazione contro le autorità coloniali, la Inconfidência Mineira. La Inconfidência venne ispirata dagli ideali del liberalismo adottato dai filosofi francesi illuministi e dalla rivoluzione americana. I cospiratori appartenevano alla classe di "uomini bianchi" di Minas Gerais e molti di essi avevano studiato in Europa, specialmente all'università di Coimbra.
Diversi di loro, come gran parte della classe elitaria di Minas Gerais, aveva dei debiti nei confronti del governo coloniale. Nel contesto del declino della produzione dell'oro, l'intenzione del governo portoghese era quella di imporre il pagamento obbligatorio di tutti i debiti (la derrama), che fu una delle cause scatenanti della cospirazione. I cospiratori volevano creare una Repubblica nella quale il leader sarebbe stato scelto attraverso elezioni democratiche. La capitale sarebbe stata trasferita a São João Del Rei, e Ouro Preto sarebbe diventata una città con università. La struttura della società, inclusi il diritto di proprietà e la possibilità di avere schiavi al proprio servizio, sarebbe rimasta intatta.
La cospirazione venne scoperta dal governo coloniale nel 1789, prima che la ribellione militare potesse essere organizzata. Undici dei cospiratori vennero banditi e trasferiti nelle colonie in Angola, e Joaquim José da Silva Xavier, detto Tiradentes, venne condannato a morte. Tiradentes venne impiccato a Rio de Janeiro nel 1792, e le parti del suo corpo vennero spedite in diverse città come esempio dimostrativo. In seguito la sua figura diventò un simbolo della indipendenza brasiliana e della libertà dal governo portoghese.
La Inconfidência Mineira non fu il solo movimento ribelle del Brasile coloniale. In seguito, nel 1798, ci fu la Incofidência Baiana nella ex-capitale, Salvador. In questo caso, che ricevette maggiore partecipazione da parte della gente comune, quattro persone vennero impiccate e 41 imprigionate. Tra i membri della cospirazione vi erano schiavi, gente del ceto medio e anche dei proprietari terrieri.

### Organizzazione politico-amministrativa
Il Brasile divenne viceregno nel 1714 e fu genericamente chiamato "Estado do Brazil", distinguendosi dagli altri due "stati" coloniali, facenti sempre parte del vicereame portoghese (estado del Maranhão e Piauì e l'estado del Gran Parà) con la sede vicereale a São Salvador da Bahia. Da Bahia dipendevano numerose "Capitanerie" con propri governatori.
- Estado do Brazil
  - Capitaneria maggiore di S. Salvador da Bahìa (1626), da cui dipendevano le capitanerie di Espirito Santo (Vitoria, 1718), Sergipe (D'El Rei,1590)
  - capitaneria di São Vicente (Laguna, 1710)
  - capitaneria di Ilhéus e Minas Gerais: Vila Rica de Ouro Preto, S. João d'el Rei (1720)
  - capitaneria di Goiás (1748): Vila Boa de Goiás
  - capitaneria di Itamaracá
  - capitaneria del Mato Grosso (Cuyabá, 1748): Pouso Alegre e poi Vila Bela da Santíssima Trindade (1752)
  - capitaneria dell'isola di S. Caterina (1739) e Paranaguá (Paraná; 1749): Iguape, Cananeia, Nossa Senhora do Desterro (odierna Florianópolis), Laguna, Curitiba
  - Colonia do Sacramento da Plata (1680-1777)
  - vi dipendevano anche il comando militare di São Pedro do Rio Grande do Sul (1737) e il governo militare del forte di Ajudá (1680) sulla costa della Guinea in Africa (Dahomey).

Vi erano poi le Capitanerie ereditarie, sorta di feudi, concesse dalla Corona a varie famiglie nobili (capitanías donatarias):
- - Rio Paraguaçu (1566-1753) o del Recôncavo da Bahia: S. Felix
  - Isola Itaparica e Itamarandiba (Bahia de Todos os Santos, 1763): Vila da Vera Cruz; famiglia marchesi di Nisa
  - Porto Seguro (1534-1759), famiglia de Figueiredo Correia
  - São Jorge dos Ilheus (-1754): famiglia Castro de Resende
  - Paraíba (1580-1753): famiglia Correia de Sá e Benevides
  - S.ta Cruz de Cametá: famiglia Albuquerque Coelho, 1754
  - Caeté: famiglia de Melo e Sousa, 1622-1753
  - Gurupá (1633-1756): famiglia de Sousa
  - Ilha Grande de Joanes (1665-1754): famiglia de Sousa Macedo
  - Cumã o Tapuitapera (1627-1754): Santo Antônio de Alcântara; famiglia de Albuqueque Coelho (1727-1754)
  - Itamaracá (1534-1756), Goiana
  - Sertão de Ararobá (-1762)
  - Itanhaém (1624-1753): Vila de Nossa Senhora da Conceipção; conti Carneiro de Sousa e Faro da Ilha do Principe
  - São Vicente e Santo Amaro (1534-1753): conti Carneiro de Sousa.
- Estado do Marahão (1621-1751) e Piauì
  - Capitaneria maggiore de Maranhão (1654): S. Luis
  - capitaneria di São José do Piauí (1759)
  - capitaneria del Pernambuco (1716)
  - capitaneria del Ceará: Fortaleza de Assunção
  - capitaneria di Paraíba: Paraíba de S. Domingos (1574-1753), Cidade da Paraiba
  - capitaneria del Rio Grande do Norte: Natal (1737)
  - capitaneria di Itapecuru (-1756): Forte da Vera Cruz (1682), Forte do Santo Cristo
  - capitaneria di S. Maria do Icatu (1729-56): Vila do S. Jacó
  - capitaneria di Piauí de Oeiras (1718-59): Vila da Mocha
  - capitaneria del Cabo Norte (1637): Forte do Paru de Almeirim
  - capitaneria di Mearìm (1723)
- Estado do Grão Pará 
  - Capitaneria maggiore del Grão Pará (1737-1755; Belèm)
  - capitaneria di São José do Javari e Rio Negro (Barcelona, 1757)

Capitanerie ereditarie di:
- - Tapuitapera e Cumá (1633): fam. Coelho de Carvalho
  - Caeté o Gurupi (1634): fam. de Sousa
  - Cametá (1633): fam. Coelho de Carvalho
  - Marajó (1655): fam. de Sousa de Macedo
  - Xingu (1685).

## Regno Unito e indipendenza
Nel 1807, in quanto il Portogallo era alleato dell'Inghilterra, i francesi di Napoleone Bonaparte invasero il Portogallo. Il principe reggente João, che era al governo dal 1792 per conto di sua madre, Maria I, ordinò il trasferimento della corte reale portoghese in Brasile prima che potesse venir deposta dall'esercito invasore.
Nel gennaio 1808, João e la corte giunsero in Brasile a Salvador, dove firmò una regola commerciale che aprì il commercio tra il Brasile e nazioni amiche, che in questo caso erano rappresentate dall'Inghilterra. Questa legge ruppe il patto coloniale che fino a quel periodo aveva permesso al Brasile di commerciare solo con il Portogallo.

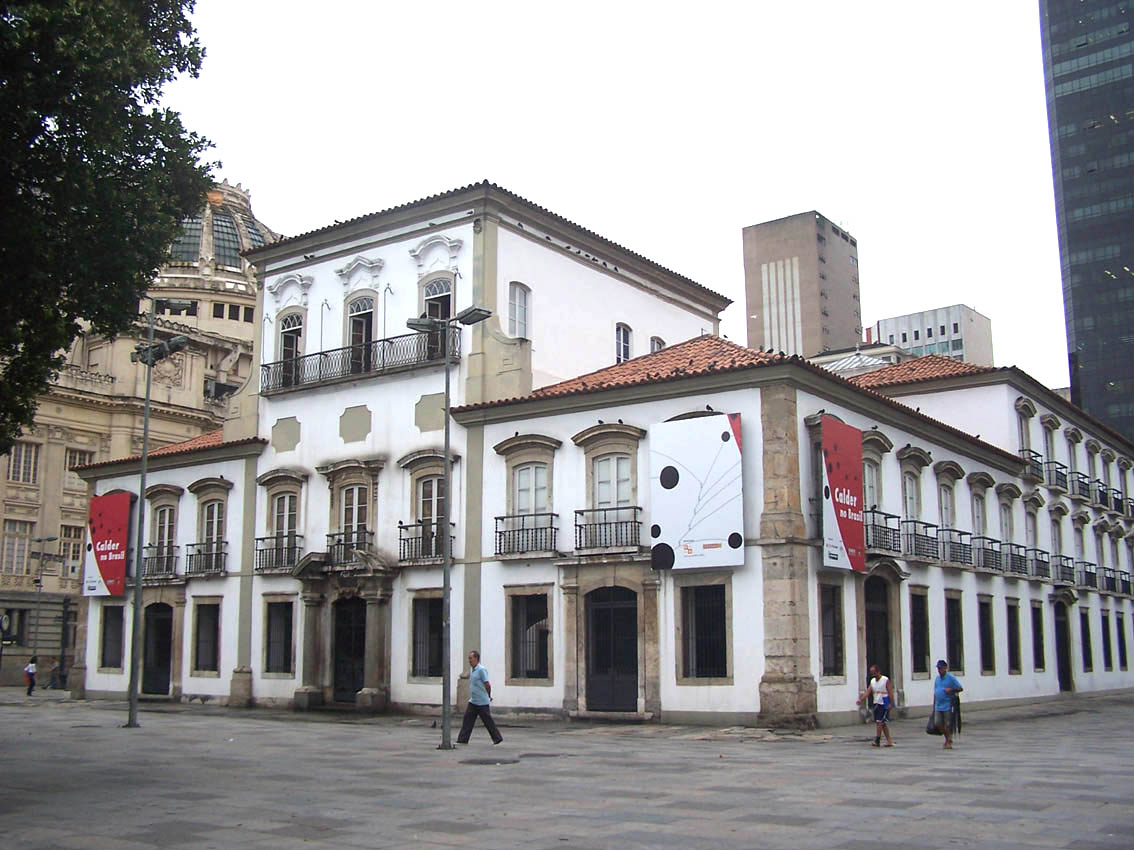
Il Paço Imperial (palazzo imperiale).

Nel marzo dello stesso anno la corte giunse a Rio de Janeiro. Nel 1815, durante il congresso di Vienna, João creò il Regno Unito di Portogallo, Brasile e Algarve (Reino Unido de Portugal, Brasil e Algarves), rendendo il Brasile importante quanto il Portogallo e aumentando l'indipendenza dell'amministrazione brasiliana. I rappresentanti venivano eletti per la Corte Costituzionale Portoghese (Cortes Constitucionais Portuguesas). Nel 1816, con la morte della Regina Maria, il Principe João venne incoronato come Re del Portogallo a Rio de Janeiro.
Giovanni fece incentivare il commercio e l'industria, il permesso di stampare quotidiani e libri, fece costruire due scuole di medicina, accademie militari, e la prima banca del Brasile (Banco do Brasil). A Rio de Janeiro fece costruire un giardino botanico, una accademia dell'arte (Escola Nacional de Belas Artes) e un teatro (Teatro São João). Tutte queste misure fecero avanzare l'indipendenza del Brasile e rese inevitabile la separazione politica delle due nazioni.
A causa dell'assenza del Re e della indipendenza economica del Brasile, il Portogallo entrò in una grave crisi economica che obbligò Giovanni e la famiglia reale a ritornare nella madre patria durante il 1821. L'erede del trono, Principe Pedro, rimase in Brasile. La corte portoghese chiese che il Brasile ritornasse al suo status di colonia, e che l'erede ritornasse in Portogallo. Il Principe, influenzato dal Senato Comunale di Rio de Janeiro, rifiutò di ritornare il 9 gennaio 1822 (il Dia do Fico). L'indipendenza politica venne raggiunta il 7 settembre 1822, mettendo fine al controllo portoghese durato 322 anni, e il principe venne incoronato imperatore con il nome di Don Pedro I.

## Evoluzione territoriale della colonia del Brasile

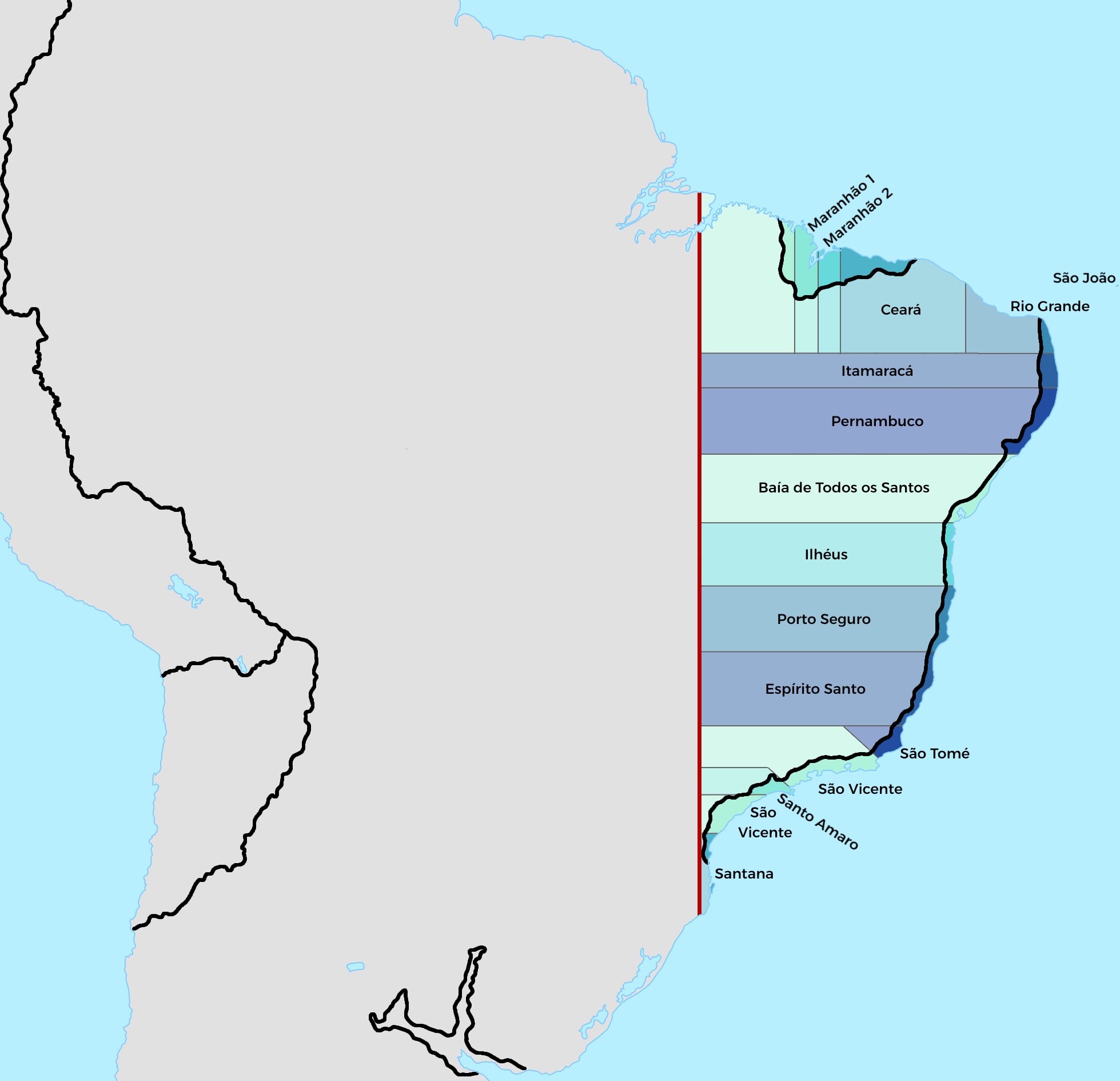
1534 Capitanias hereditárias
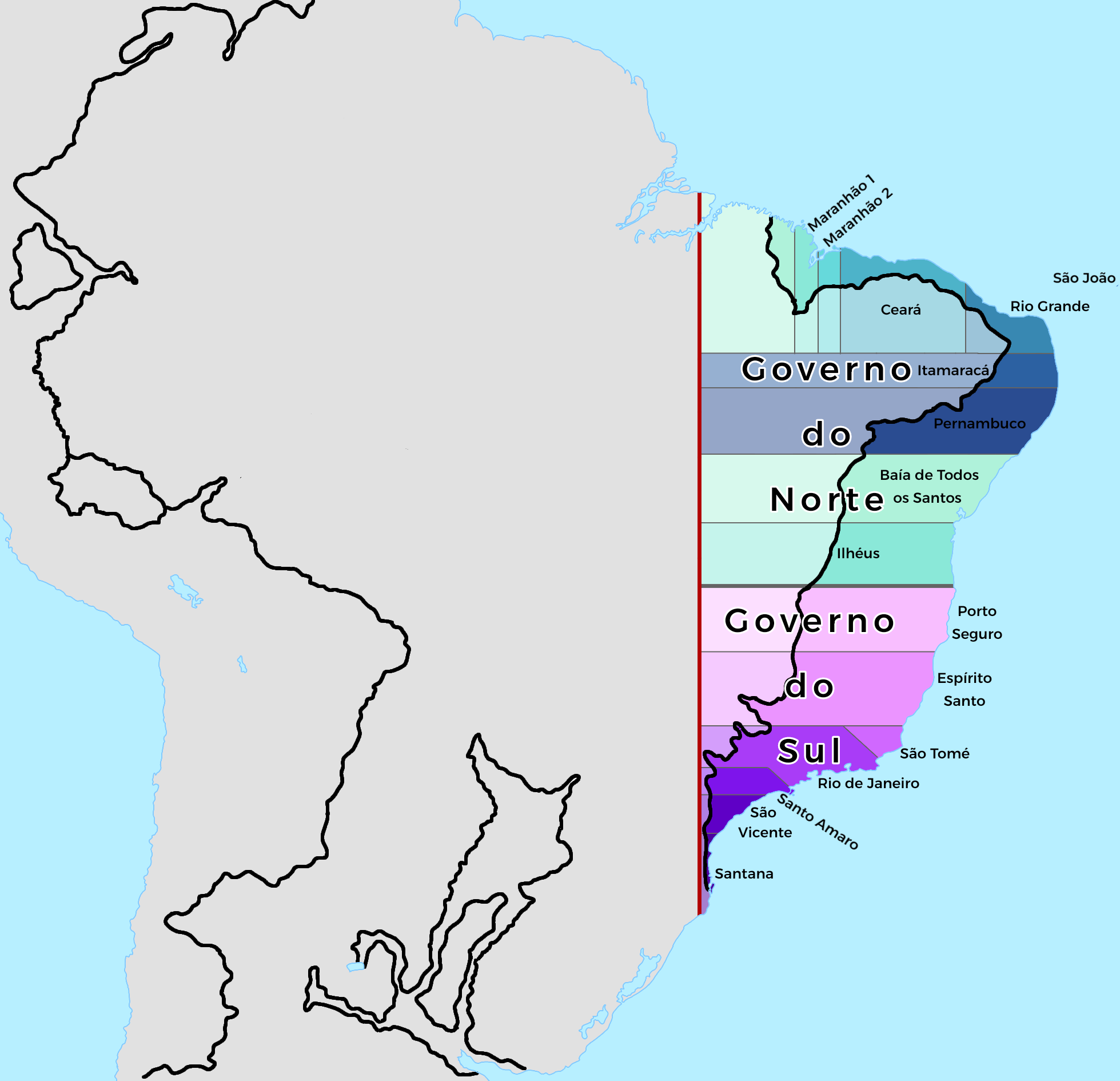
1574 Due stati
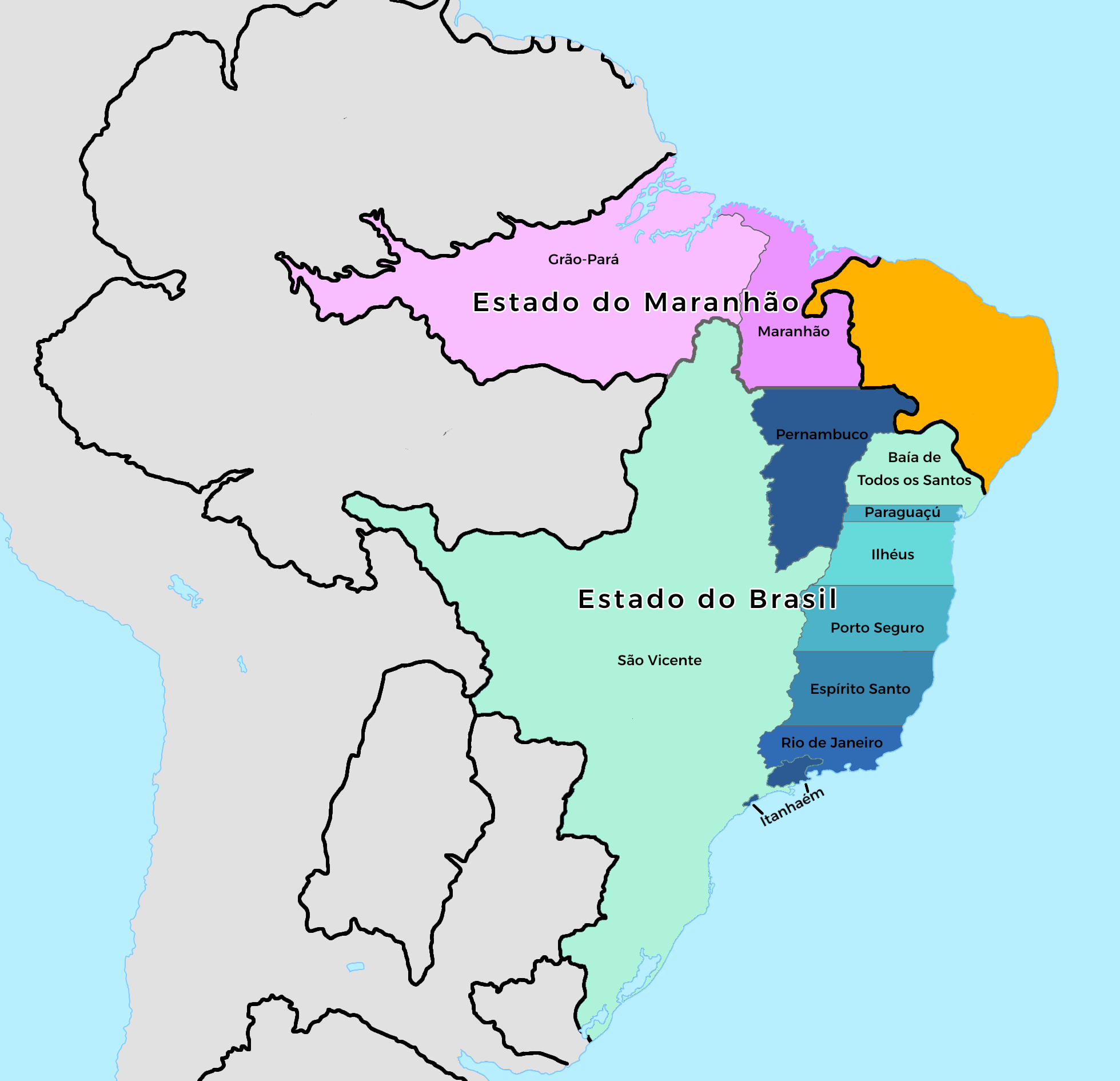
1572 Invasioni olandesi del Brasile
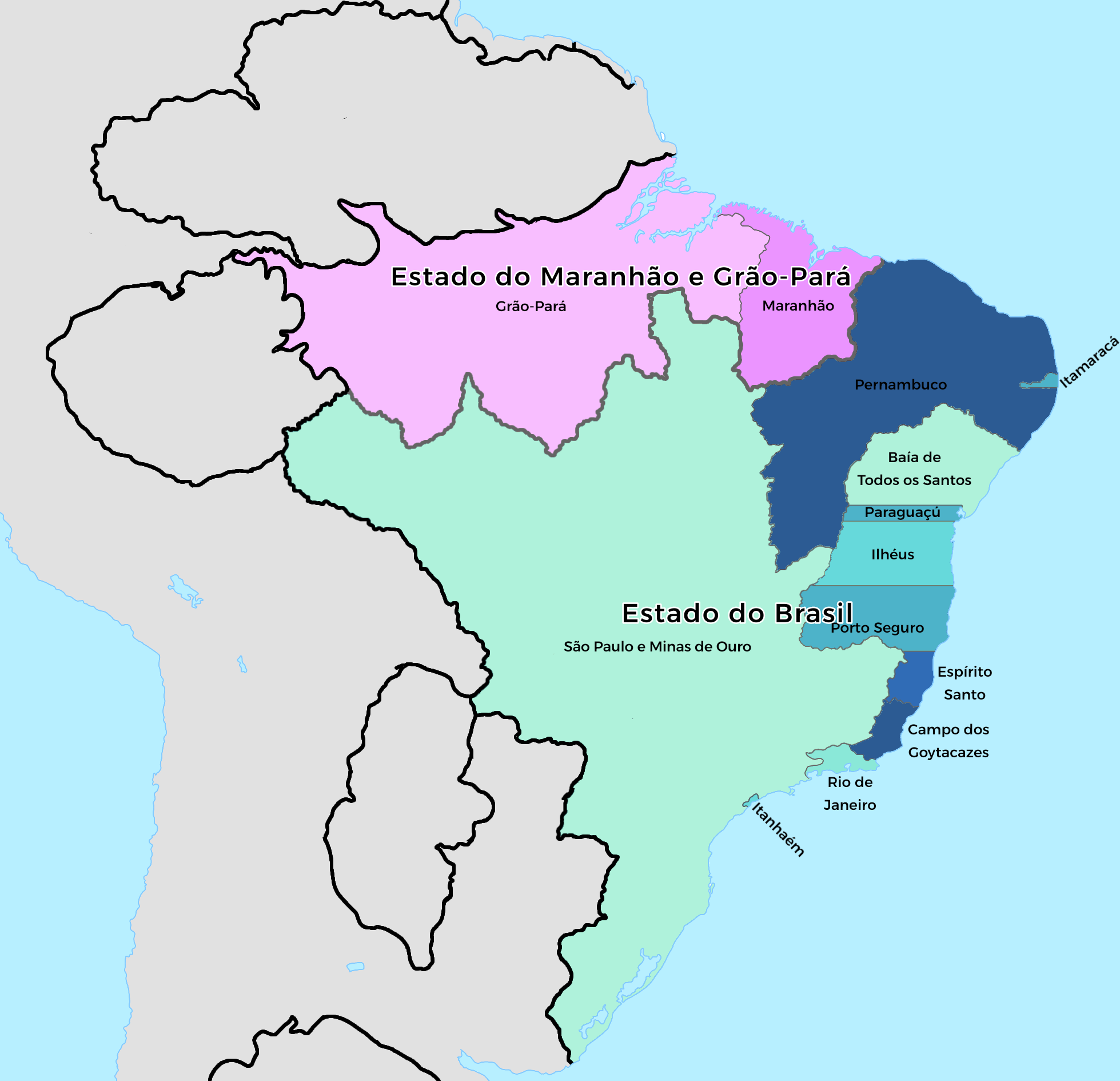
1709 Espansione verso ovest
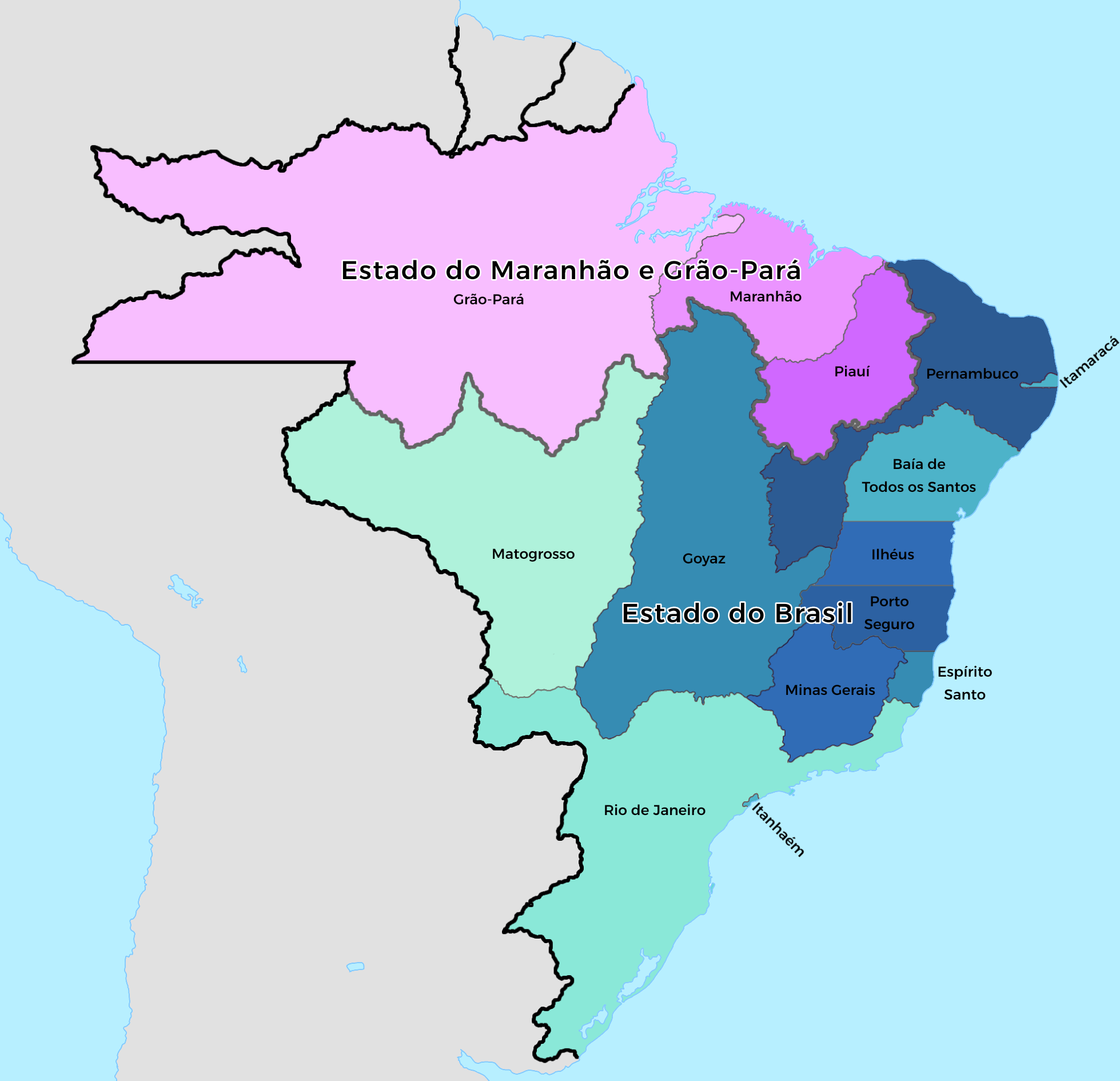
1750 Dopo il trattato di Madrid
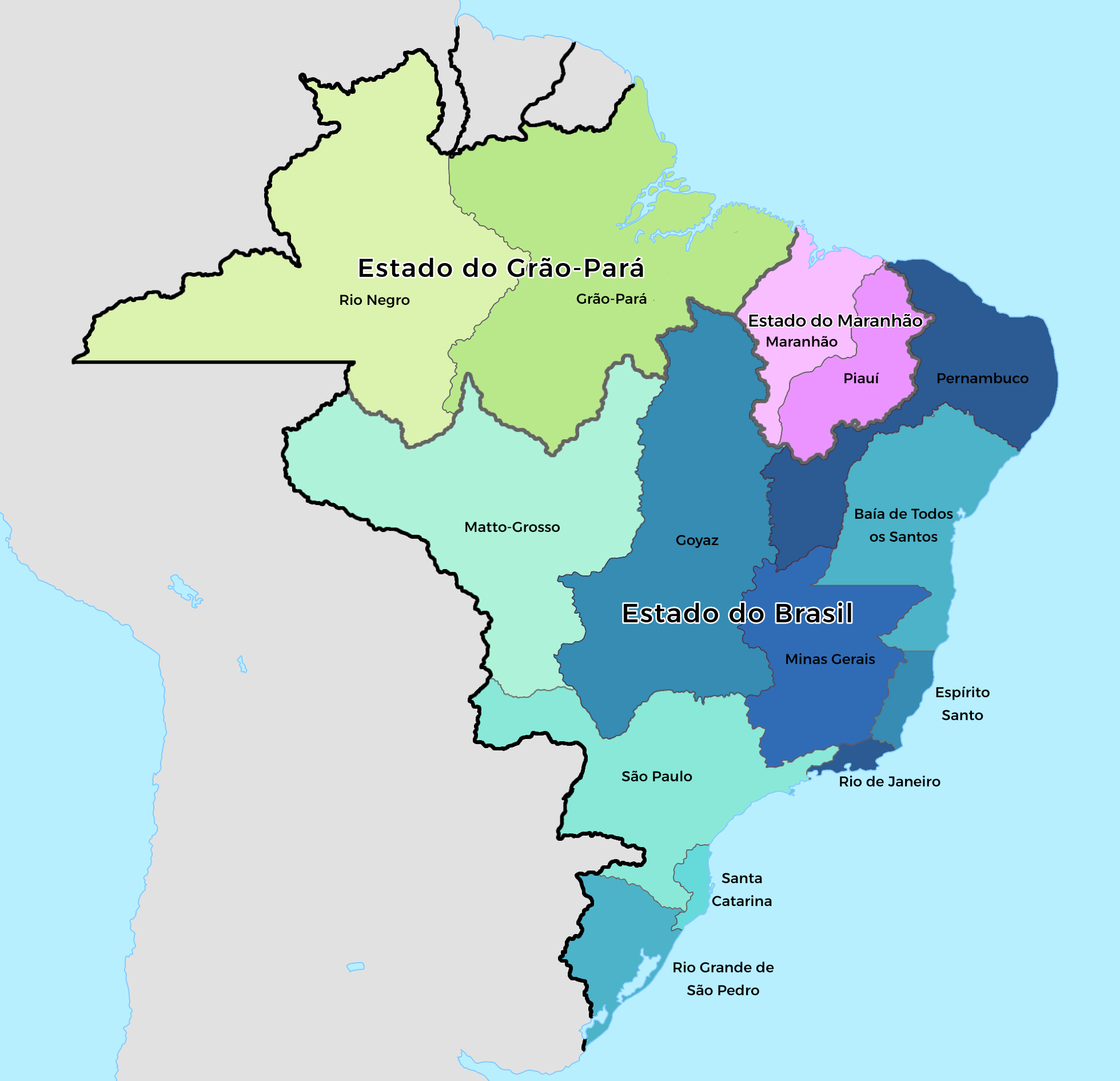
1778 Dopo il Trattato di San Ildefonso
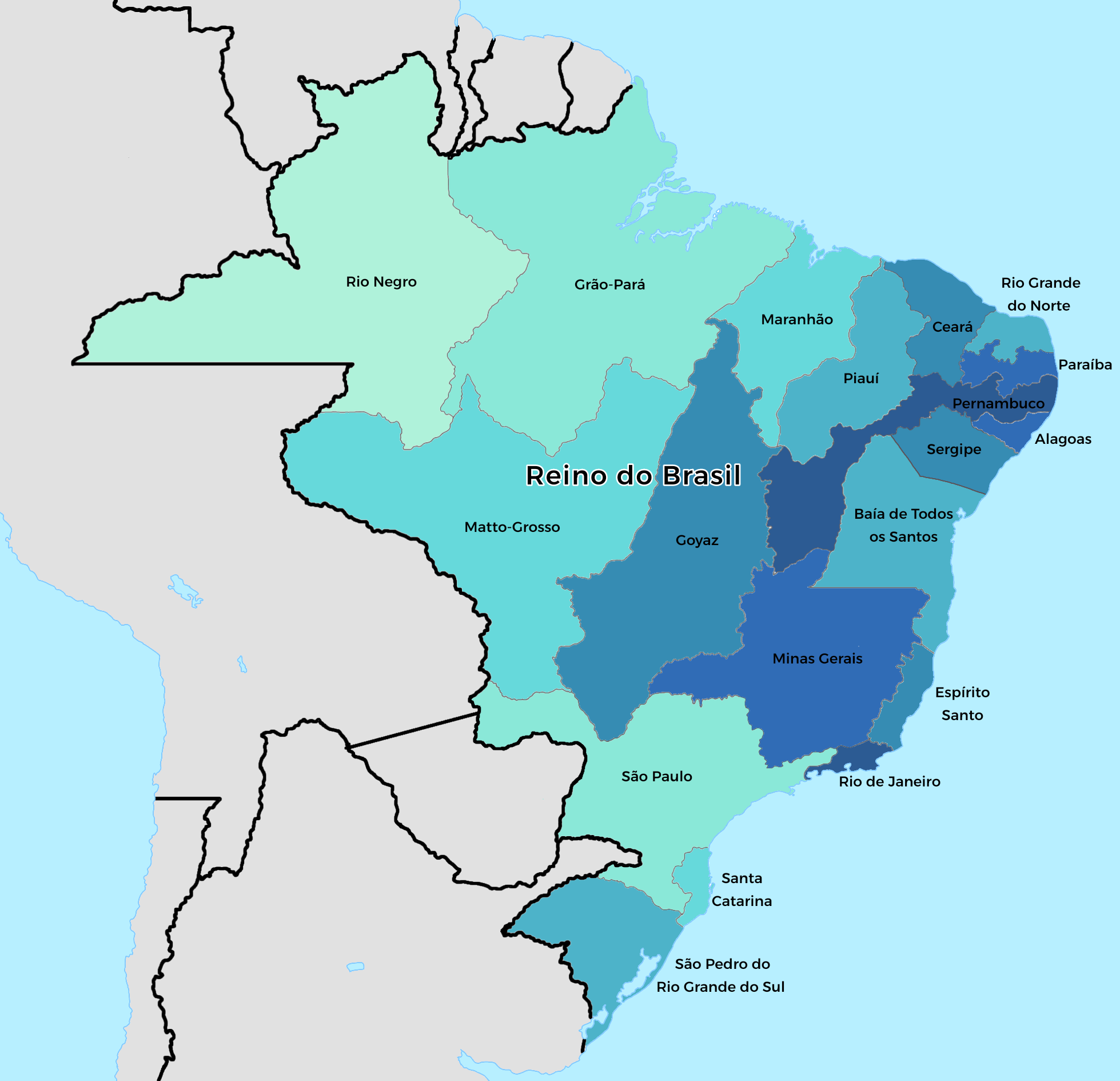
1817 Regno del Brasile, prima dell'indipendenza dal Portogallo

## Fonti
- (PT) Storia coloniale del Brasile (in portoghese), su multirio.rj.gov.br. URL consultato il 24 agosto 2007 (archiviato dall'url originale il 24 agosto 2007).
- (EN) Braudel, Fernand, The Perspective of the World, Vol. III di Civilization and Capitalism, 1984.